# Nguyễn Văn Trường (doanh nhân)

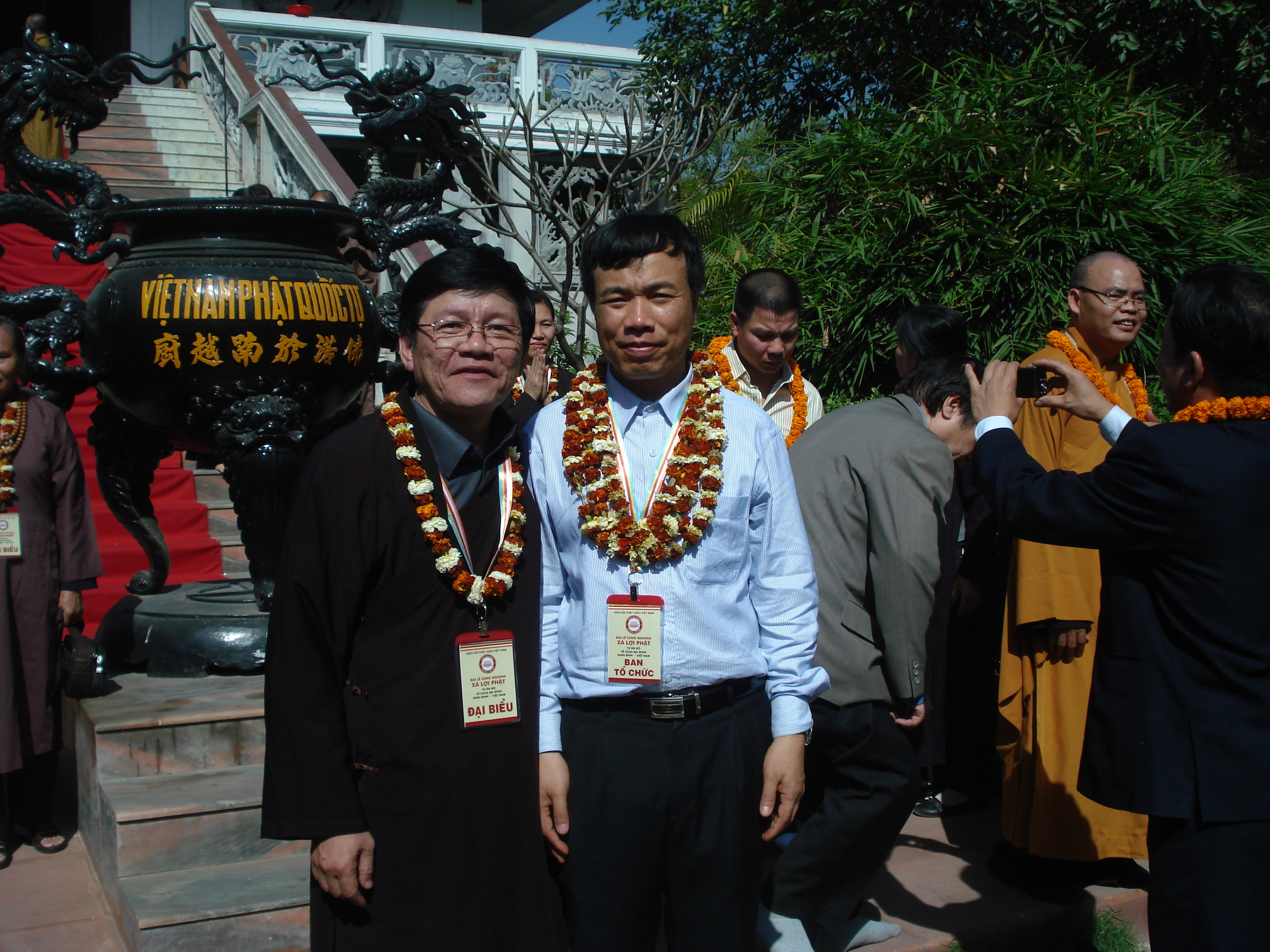
Nguyễn Văn Trường tại Việt Nam Quốc Phật tự ở Gaya - Ấn Độ, 3/3/2010

Nguyễn Văn Trường là một doanh nhân Việt Nam. Ông từng đoạt danh hiệu "Doanh nhân Việt Nam tiêu biểu" và Cúp Vàng hội nhập kinh tế quốc tế. Ông cũng là Ủy viên Ban Chấp hành VCCI - Phòng Thương mại và Công nghiệp Việt Nam và là ông chủ của nhiều doanh nghiệp tư nhân như Doanh nghiệp Xuân Trường Ninh Bình, Công ty Cổ phần Du lịch Hoa Lư, Khách sạn Hoa Lư, Công ty TNHH Đầu tư Thương mại Dịch vụ Tràng An, sân Golf Tràng An, khu du lịch hồ Đồng Chương ở Ninh Bình và khu du lịch Tam Chúc.
Từ những năm đầu của thế kỷ 21, Doanh nhân Nguyễn Văn Trường được biết đến với việc mạnh tay đầu tư Khu Du lịch Tràng An - chùa Bái Đính ở cố đô Hoa Lư (Ninh Bình) với tổng vốn đầu tư 17.000 tỷ đồng. Hiện doanh nghiệp của ông đang đầu tư vào những khu du lịch lớn như: Khu du lịch Hồ Núi Cốc (Thái Nguyên) 15.000 tỷ đồng; Khu du lịch văn hóa tâm linh tổng hợp đảo Cái Tráp (Hải Phòng) 10.000 tỷ đồng Khu du lịch Tam Chúc (Hà Nam) 11.000 tỷ đồng.
Cuối tháng 10/2019, doanh nghiệp Xây dựng Xuân Trường đã trúng Gói thầu số 01 Thi công xây dựng đoạn Cao Bồ - Mai Sơn thuộc Dự án Xây dựng đường bộ cao tốc trên tuyến Bắc - Nam giai đoạn 2017 – 2020, với giá trúng thầu hơn 1.162 tỷ đồng. Tháng 11/2019 DNTN Xây dựng Xuân Trường tiếp tục trúng gói thầu hơn 601 tỷ đồng đầu tư xây dựng tuyến đường nối từ chùa Ba Sao đến chùa Bái Đính trên địa bàn tỉnh Hà Nam.

## Thông tin cá nhân
Nguyễn Văn Trường sinh năm 1963 tại thôn Chi Phong, xã Trường Yên - Hoa Lư - Ninh Bình. Ông là người sùng đạo Phật.

## Tranh cãi

### Miễn thuế xe nhập khẩu
Năm 2016, việc Bộ Tài chính có văn bản trình Thủ tướng Chính phủ đề nghị xem xét, miễn thuế nhập khẩu cho 20 ô tô từ 30 đến 54 chỗ ngồi của doanh nghiệp xây dựng Xuân Trường (do ông Nguyễn Văn Trường làm giám đốc), chủ đầu tư khu du lịch sinh thái Tràng An - chùa Bái Đính đã gây nhiều tranh cãi trong giới chuyên gia kinh tế, bởi hiện nay theo các cam kết hội nhập, Việt Nam chấp nhận sân chơi bình đẳng, không phân biệt và tạo mọi điều kiện để các DN cạnh tranh trên thương trường.

### "Đất nước này là của Xuân Trường"
Vào tháng 6/2010, Ban quản lý dự án xây dựng chùa Bái Đính thuộc doanh nghiệp Xuân Trường đã xây tặng 3 chùa tại các đảo Trường Sa Lớn, Sinh Tồn, Song Tử Tây của quần đảo Trường Sa.
Ở Ninh Bình, tầm ảnh hưởng của 2 tập đoàn doanh nghiệp Xuân Thành và Xuân Trường là rất lớn. Ngày 30/06/2011, Báo Nhân dân có đăng tin về vụ án kiện bí thư tỉnh Ủy ở Ninh Bình với tiêu đề "Ông Đinh Đức Phiếu không phạm tội vu khống", trong bài viết có đoạn:
Ông Đinh Đức Phiếu còn viết "đất nước này là của Xuân Trường (doanh nghiệp Xuân Trường- PV), thành phố này là của Xuân Thành (doanh nghiệp Xuân Thành- PV).
Báo Tiền phong ngày 03/05/2011 trong bài "Trường đại gia ăn chay trường" cho biết ý kiến của ông Nguyễn Văn Trường về việc bí thư tỉnh ủy Ninh Bình bị kỷ luật như sau:
Anh Hùng cũng đang khó xử. Mình đúng, nhưng gây buồn cho người quen biết, mà lại là lãnh đạo cao nhất tỉnh, thì mình cũng khổ tâm.